# 미스터 오
"미스터 오"는 한국에서 제작된 남기남 감독의 1977년 영화이다. 배수천 등이 주연으로 출연하였고 정진우 등이 제작에 참여하였다.

## 출연

### 주연
- 배수천
- 윤미라
- 이강조

## 기타
- 조명: 이민부
- 미술: 이봉선